# باشگاه فوتبال زنان کیان نیشابور
باشگاه فوتبال زنان کیان نیشابور یک باشگاه فوتبال زنان در ایران است. این باشگاه در شهر نیشابور قرار دارد و در لیگ برتر زنان ایران، لیگ برتر کوثر حضور دارد.

## بازیکنان
- سمانه چهکندی
- بهناز طاهرخانی